# Viergroep van Klein
In de groepentheorie, een deelgebied van de wiskunde, is de viergroep van Klein of afgekort viergroep, gesymboliseerd door {\displaystyle V} of {\displaystyle V_{4}} de symmetriegroep van de rechthoek. De viergroep van Klein is door Felix Klein ontdekt. Klein gaf in zijn Vorlesungen über das Ikosaeder und die Auflösung der Gleichungen vom fünften Grade uit 1884 de naam Vierergruppe aan deze groep.
De viergroep van Klein is isomorf met de groep {\displaystyle Z_{2}*Z_{2}}, het directe product van twee keer de cyclische groep van orde 2. De viergroep van Klein is abels en alle elementen in de viergroep behalve de identiteit hebben de orde 2. De enige andere, groep met weinig elementen dan de viergroep met vier elementen is de cyclische groep van orde vier. De viergroep is de kleinste groep, die niet cyclisch is.

## Cayley-tabel
De cayley-tabel van de viergroep van Klein wordt gegeven door:
| *  | 1  | a  | b  | ab |
| -- | -- | -- | -- | -- |
| 1  | 1  | a  | b  | ab |
| a  | a  | 1  | ab | b  |
| b  | b  | ab | 1  | a  |
| ab | ab | b  | a  | 1  |

## Voorbeelden
De vermenigvuldiging van de oneven gehele getallen bij modulair rekenen over 8 heeft de structuur van de viergroep van Klein:
| * | 1 | 3 | 5 | 7 |
| - | - | - | - | - |
| 1 | 1 | 3 | 5 | 7 |
| 3 | 3 | 1 | 7 | 5 |
| 5 | 5 | 7 | 1 | 3 |
| 7 | 7 | 5 | 3 | 1 |
Daarnaast geldt ook dat de symmetrieën van de ruit de structuur heeft van de viergroep van Klein.
Er zijn vier symmetrieën van de ruit. Met de diagonalen van de ruit langs de x- en de y-as zijn dit:
- {\displaystyle id} de identiteit.
- {\displaystyle Sx} een spiegeling in de {\displaystyle x}-as.
- {\displaystyle Sy} een spiegeling in de {\displaystyle y}-as.
- {\displaystyle H} een rotatie van 180 graden.

De samenstellingstabel ziet er als volgt uit:
| *                  | {\displaystyle id} | {\displaystyle Sx} | {\displaystyle Sy} | {\displaystyle H}  |
| ------------------ | ------------------ | ------------------ | ------------------ | ------------------ |
| {\displaystyle id} | {\displaystyle id} | {\displaystyle Sx} | {\displaystyle Sy} | {\displaystyle H}  |
| {\displaystyle Sx} | {\displaystyle Sx} | {\displaystyle id} | {\displaystyle H}  | {\displaystyle Sy} |
| {\displaystyle Sy} | {\displaystyle Sy} | {\displaystyle H}  | {\displaystyle id} | {\displaystyle Sx} |
| {\displaystyle H}  | {\displaystyle H}  | {\displaystyle Sy} | {\displaystyle Sx} | {\displaystyle id} |
Tussen twee groepen met de structuur van de viergroep van Klein is een isomorfisme te definiëren:
{\displaystyle f(1)=id}
{\displaystyle f(3)=Sx}
{\displaystyle f(5)=Sy}
{\displaystyle f(7)=H}
Bij een isomorfisme tussen twee viergroepen van Klein ligt alleen vast dat het eenheidselement van de ene groep naar het eenheidselement van de andere groep wordt afgebeeld, de andere drie kunnen vrij worden gekozen.

## Websites
- P Stevenhagen. Algebra 1, 2025. voor de Universiteit Leiden en de TU Delft, blz 9-11